# 레온하르트 오일러
레온하르트 오일러(독일어: Leonhard Euler, 라틴어: Leonhardus Eulerus 레온하르두스 에울레루스[*], 1707년 4월 15일 ~ 1783년 9월 18일)는 스위스 바젤에서 태어난 수학자, 물리학자, 천문학자, 논리학자, 공학자이다. 미적분학, 그래프 이론, 위상수학, 해석적 수론 등 수학의 여러 분야에서 많은 업적을 남겼다. 또한 이 세상에서 가장 아름다운 공식이라고 불리는 ‘오일러 항등식’을 구안했다. 고전역학, 유체역학, 광학, 천문학 및 음악 이론에서도 여러 업적을 남겼다. 18세기의 가장 저명한 수학자이자 카를 프리드리히 가우스, 탈레스, 아르키메데스 등과 함께 역사상 가장 위대한 수학자 중 한 명으로 꼽힌다. 약 92권의 전집과 866편에 달하는 논문을 남겨 다른 어떤 수학자보다 많은 분야에서 많은 연구 업적을 남겼다. 그는 대부분의 일생을 러시아의 상트페테르부르크와 프로이센의 수도 베를린에서 보냈다.
오일러는 원주율을 나타내는 기호로 그리스 문자 {\displaystyle \pi }를 대중화하였고, 함수 기호 {\displaystyle f(x)}(1734년에 처음으로 사용)을 처음 도입하였다. 또한 허수 단위 {\displaystyle {\sqrt {-1}}}를 나타내는 문자 {\displaystyle i}, 합을 표시하는 {\displaystyle \Sigma }(시그마), 차이를 나타내는 {\displaystyle \Delta }(델타), 삼각형의 변을 나타내는 소문자와 각을 나타내는 대문자 기호 등 오늘날 널리 쓰이는 여러 수학 기호를 도입하였다. 자연로그의 밑인 자연상수 {\displaystyle e}를 오늘날 정의된 형태로 정립하였으며, 이는 ‘오일러 수’로 불린다. 오일러는 수학 이론뿐 아니라 응용수학과 공학 분야에도 기여하였는데, 선박 연구로 항해술에 도움을 주었고, 광학에 대한 세 권의 저서는 현미경과 망원경 설계에 기여하였다. 그는 또한 보와 기둥의 휨과 임계 하중에 대해서도 연구하였다.
오일러는 쾨니히스베르크의 일곱 다리 문제를 해결하면서 그래프 이론을 창시하였는데, 이는 위상수학을 실용적으로 활용한 첫째 사례로 여겨진다. 바젤 문제를 포함하여 수론과 해석학의 여러 난제를 해결하였으며, 다면체의 꼭짓점 수와 면 수에서 변 수를 뺀 값이 2가 된다는 정리를 증명하였다. 이 수는 오늘날 ‘오일러 지표’로 불린다. 물리학에서도 뉴턴의 운동 법칙을 재정립하여 강체 운동을 더 잘 설명하는 두 권짜리 저서 『메카니카』를 저술하였고, 고체의 탄성 변형에 대한 연구를 남겼다. 이상 유체의 운동을 기술하는 편미분 방정식을 정립하였으며, 퍼텐셜 이론의 수학적 기초를 놓았다.
오일러는 수학사와 과학사에서 가장 많은 저술을 남긴 인물로 평가받으며, 18세기 최고의 수학자로 간주된다. 총 866편에 달하는 글을 남겨 『오일러 전집(Opera Omnia Leonhard Euler)』로 정리되었다. 오일러의 업적은 이후의 위대한 수학자들에게도 큰 영향을 주었으며, 피에르시몽 라플라스는 “오일러를 읽어라, 그는 우리 모두의 스승이다”라고 하였고, 카를 프리드리히 가우스는 “오일러의 저작을 연구하는 것이야말로 수학의 여러 분야를 배우는 최고의 학교이며, 이를 대체할 수 있는 것은 없다”고 평가하였다.

## 생애

### 성장기
오일러는 스위스 바젤에서 목사인 아버지와 개신교 목사의 딸인 어머니 사이에서 6명의 아이들 중 첫째로 태어났으며, 두 여동생과 한 남동생이 있었다. 오일러가 바젤에서 태어난 지 얼마 지나지 않아 스위스의 리헨으로 옮겨 가 어린 시절의 대부분을 그곳에서 보냈다. 아버지는 당대 최고의 수학자였던 요한 베르누이와 친분이 있었으며, 이후 베르누이는 어린 오일러에게 많은 영향을 주었다.
그후 오일러는 바젤에서 정규 교육을 받았다. 13세에 바젤 대학교에서 입학 허가를 받았고, 1723년에 르네 데카르트와 아이작 뉴턴의 철학을 비교한 논문으로 석사 학위를 받았다. 당시에 그는 그의 놀라운 수학적 재능을 알아본 요한 베르누이로부터 토요일 오후마다 개인 교습을 받았다. 하지만 오일러가 목사가 되기를 바랐던 부친은 그에게 목사에게 필요한 여러 언어들을 배우게 했다. 그러나 요한 베르누이가 오일러는 위대한 수학자가 될 운명을 타고 태어난 사람이라며, 부친을 설득했다.
오일러는 1726년에 음향의 전파를 다룬 논문으로 박사 학위를 받았다. 1727년에는 프랑스 과학 아카데미 문제 풀이 경연에 참가해 2등을 하였으며, 이후 매년 열리는 이 상을 12번 수상하였다.

### 상트페테르부르크 시절

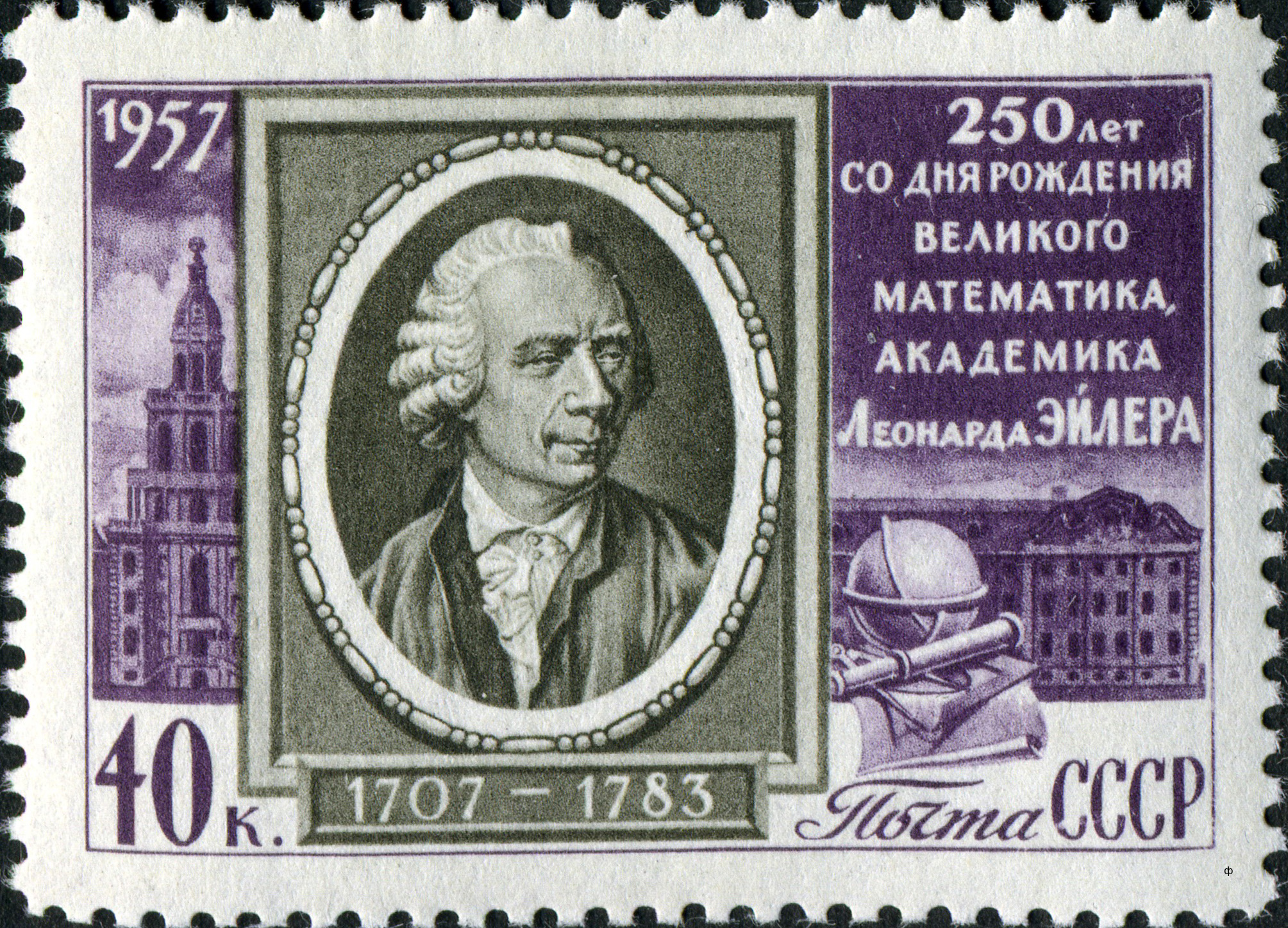
1957년 소련에서 오일러 탄생 250주년을 기념해 발행한 우표

이즈음 요한 베르누이의 두 아들은 상트페테르부르크의 러시아 과학 아카데미에서 일하고 있었다. 하지만 1726년 7월에 니콜라스 베르누이가 충수염으로 사망하였고, 다니엘 베르누이가 수학/물리학부의 교수직을 승계하면서 공석이 된 생리학 교수직에 오일러를 추천했다. 오일러는 이 제의를 수락한 뒤 상트페테르부르크로 가는 것을 잠시 미루고 바젤 대학교 물리학과 교수직에 지원하였지만 탈락하였다.
1727년 5월 17일에 오일러는 상트페테르부르크에 도착했고, 곧 의학부의 조교수에서 수학부의 교수로 승진하게 된다. 다니엘 베르누이와 같은 집에서 살았으며, 공동 연구 작업도 활발하게 했다. 오일러는 러시아어를 익히며, 상트페테르부르크에 정착했다. 더 나아가 러시아 해군의 의무관도 겸임했다.
표트르 대제가 세운 이 아카데미는 교육을 통해서 서유럽과 러시아의 과학 격차를 줄이는 것이 목표였다. 아카데미는 풍부한 재정과 표트르 대제와 귀족들의 장서들을 모아놓은 큰 도서관을 갖고 있었다. 또한 교수들의 강의 부담을 덜어주기 위해서 학생들의 수는 매우 적었으며, 연구에 중점을 두어서 교수들에게 시간과 자유를 제공했다.
이에 재정 지원을 아끼지 않던 예카테리나 1세는 오일러가 상트페테르부르크에 도착한 날에 사망하는 바람에 표트르 2세가 왕위를 승계하게 되었다. 하지만 표트르 2세는 너무 어렸기 때문에 왕족들이 권력을 행사하게 되었다. 왕족들은 아카데미의 외국인 과학자들을 신뢰하지 않아서 예산을 삭감하는 바람에 오일러와 동료들이 어려움을 겪게 된다.
표트르 2세가 사망한 후에는 여건이 나아져서 오일러는 아카데미 내에서 승진하여 1731년에 물리학 정교수가 되었다. 2년 후에 이곳의 검열과 외국인 적대에 실망한 다니엘 베르누이가 사직하고, 바젤로 떠났다. 오일러는 그를 대신해서 수학학부의 장이 되었다.
1734년 1월 7일, 오일러는 아카데미 김나지움 출신의 화가 게오르크 젤(Georg Gsell)의 딸인 카타리나 젤(Katharina Gsell)과 결혼했다. 두 사람은 네바강 옆의 집을 샀으며, 13명의 아이를 낳았지만 다섯 명 만이 살아남았다.

### 베를린 시절
1741년 6월 19일, 오일러는 러시아에서의 혼란을 피해 상트페테르부르크를 떠나 프리드리히 2세의 지원으로 베를린의 프로이센 과학 아카데미에서 일하였다. 그는 베를린에서 25년 동안 살면서 약 380편의 논문을 썼다. 1755년에 오일러는 스웨덴 왕립 과학한림원의 회원으로 선출되었다.
오일러는 또한 프리드리히의 조카이자 안할트 공국의 공주인 프리데리케 샤를로테(Friederike Charlotte)를 가르쳤다. 1760년대 초 오일러는 그녀에게 200여 통이 넘는 편지를 썼으며, 후에 이 편지들은 묶여 '독일 공주에게 보내는 오일러의 편지(en:Letters to a German Princess)'라는 저서로 출간되었다. 이 책에는 오일러의 인격과 종교적 신념뿐만 아니라 수학 및 물리학과 관련된 다양한 주제에 대한 그의 설명이 나타나 있다.
오일러의 많은 업적이 아카데미의 명성을 키웠음에도 불구하고 그는 프리드리히 대왕의 분노를 불러 일으켜 결국 베를린을 떠나야 했다. 프리드리히 대왕은 궁정에 많은 지식인 집단이 있었으며, 수학자가 수학 이외의 분야에서는 정교하지 않고 지식이 부족하다는 것을 알게 되었다. 오일러는 기존의 사회 질서나 관습적인 신념에 의문을 제기하지 않는 단순하고 경건한 종교인이었는데 이는 당시 프리드리히의 궁정에서 높은 명성을 누렸던 볼테르와는 여러 면에서 정반대였다. 오일러는 숙련된 토론자가 아니었고, 그가 잘 알지 못하는 주제에 대해 논쟁을 벌이는 경우가 많았기 때문에 자주 볼테르의 놀림거리가 되었다.

### 시력 악화
러시아에서 수학을 연구하는 동안 오일러의 시력은 점차 악화되었다. 고열로 죽을 뻔한 고비를 넘긴 지 3년이 지난 1738년에 그의 오른쪽 눈은 거의 보이지 않게 되었다. 그의 시력은 독일에 있는 동안 더 악화되었고, 그런 오일러를 프리드리히 대왕은 키클롭스라고 부르며 놀리기도 하였다. 1766년에는 왼쪽 눈에 백내장이 발병하였고, 수술이 실패하여 왼쪽 눈마저 거의 보이지 않게 되었다. 그러나 오일러는 이에 굴복하지 않고 뛰어난 암산 및 암기 실력으로 연구를 계속하였는데, 일례로 그는 약 1만 3천 행에 달하는 베르길리우스의 아이네이스를 처음부터 끝까지 암송할 수 있었다고 한다. 조수의 도움을 받으며 연구를 계속하여 시력이 좋았을 때보다 더 많은 업적을 남겼으며, 1775년에는 매주 평균 한 편에 달하는 논문을 작성하였다. 어떤 사람이 "어떻게 그 많은 책을 집필하면서 그렇게 내용도 잘 쓸 수 있는 거죠?"라고 묻자, "아, 그거요? 사실 내 펜이 나보다 더 똑똑하거든요"라고 얼굴을 붉히면서 말했다는 일화가 있다.

### 사망

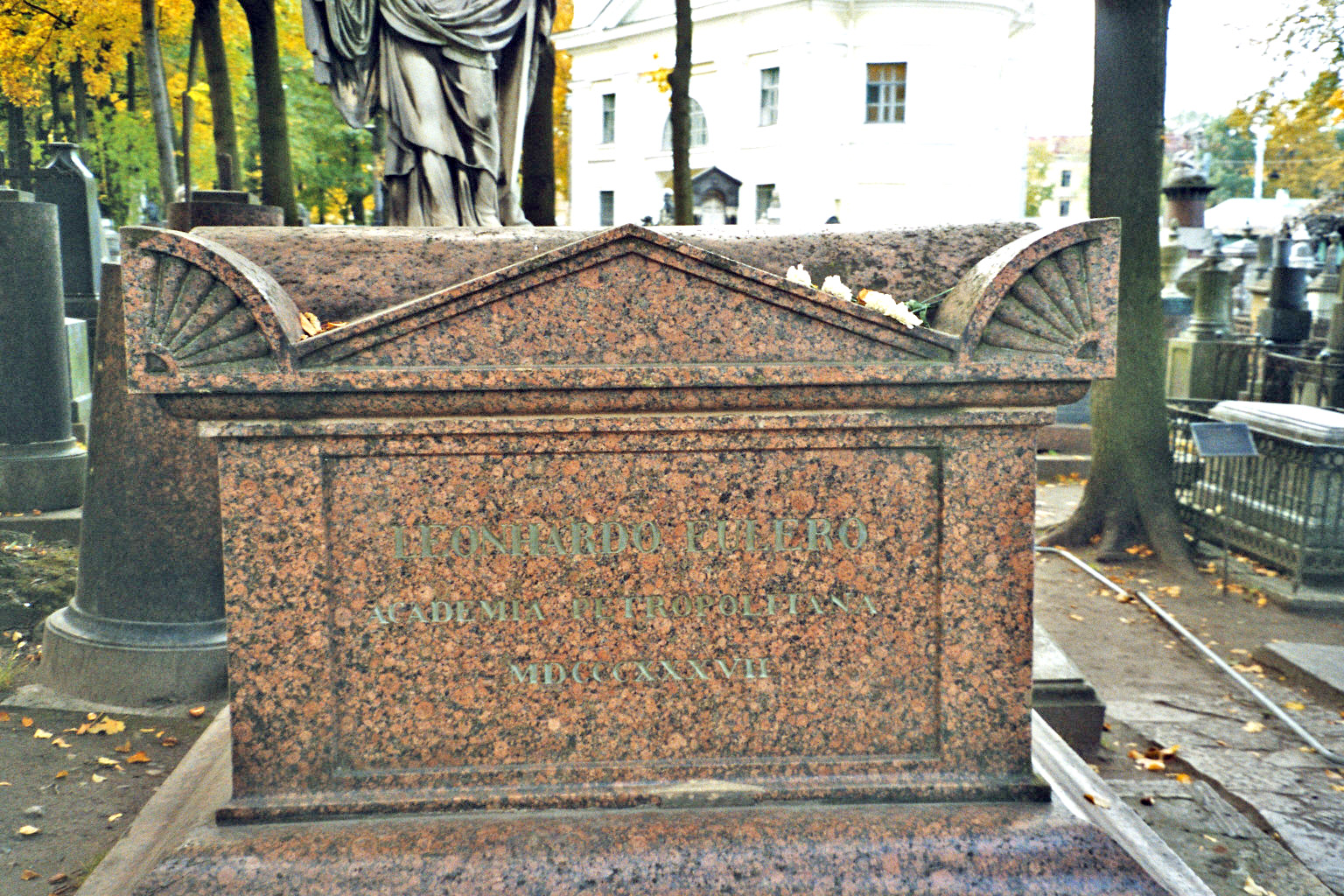
알렉산드르 넵스키 수도원에 있는 오일러의 묘

1783년 9월 18일, 76세의 나이로 죽음을 맞이한 오일러의 마지막 모습은 단순하기 그지없었다. 그날 오전에도 오일러는 팽창하는 풍선의 속도를 계산하고 있었으며 오후에는 동료와 함께 새로 발견된 천왕성의 궤도에 관해서 대화를 나눴다. 저녁 식사를 마친 후, 파이프를 물고 휴식을 취하면서 어린 손자들과 놀아 주던 그는 갑자기 뇌출혈을 일으키며 쓰러졌고 몇 시간 후 사망했다. 프랑스의 철학자이자 사상가인 니콜라 드 콩도르세는 오일러에게 바치는 추도사에서 이 장면을 묘사하며 "그는 계산하는 것과 사는 것을 멈췄다"라고 썼다.
오일러는 바실례프스키섬에 있는 스몰렌스크 루터회 공동묘지에 있는 부인 카타리나의 묘지 옆에 묻혔다. 1837년에 러시아 과학 아카데미에서 기존의 묘비를 새 것으로 교체했다. 오일러가 태어난지 250년째 되는 해인 1957년에 알렉산드르 넵스키 수도원으로 이장되었다.

## 업적
오일러는 기하학, 미적분학, 삼각법, 대수학, 정수론 등 수학의 거의 모든 분야뿐만 아니라 연속체 역학, 천문학 등 여러 물리학 분야에서도 많은 업적을 남겼다. 많은 수학 개념에 오일러의 이름이 들어가 있는데 자신의 이름을 딴 상수가 두 개(오일러-마스케로니 상수와 오일러 상수)인 유일한 수학자이다.

### 수학 기호
오일러는 현재 사용하는 다수의 수학 기호들을 도입하거나 대중화하였다. 함수의 개념을 도입하였고, 변수 x에 대한 함수 f를 {\displaystyle f(x)}로 표기하였다. 또한 현대의 삼각함수 표기법을 도입했으며, 자연로그의 밑을 {\displaystyle e}(오일러 수라고도 함.)로 표기하였다. 수열의 합을 나타내기 위해 그리스 문자 Σ(시그마)를 사용하였고, 허수 단위를 {\displaystyle i}로 표기하였다. 그리고 원주율(3.1415926535897932384626...)을 {\displaystyle \pi }로 표기하는 것을 대중화시켰다.({\displaystyle \pi }를 처음 사용한 사람은 웨일스의 수학자 윌리엄 존스이다.)

### 해석학
18세기에 베르누이 일가는 아직 기초 단계에 머무르던 미적분학이 발전하는 데에 기여하였고, 이를 기반으로 오일러는 미적분학을 주로 연구하며 많은 업적을 남겼다. 오일러가 남긴 몇 가지 증명은 현대 수학에 비추었을 때 엄밀한 증명은 아니지만, 그의 아이디어는 미적분학이 발전하는 데에 공헌하였다. 오일러는 멱급수를 연구한 것으로 유명한데, 그는 아래와 같은 여러 함수들을 멱급수 꼴로 나타내었다.
{\displaystyle e^{x}=\sum _{n=0}^{\infty }{x^{n} \over n!}=\lim _{n\to \infty }\left({\frac {1}{0!}}+{\frac {x}{1!}}+{\frac {x^{2}}{2!}}+\cdots +{\frac {x^{n}}{n!}}\right).}
오일러는 {\displaystyle e}와 역탄젠트함수가 멱급수 꼴로 표현됨을 증명하였으며(간접적인 증명은 1670년과 1680년 사이에 뉴턴과 라이프니츠가 제시하였다.), 1735년에는 멱급수를 이용하여 바젤 문제를 해결하였다. 그는 1741년에 바젤 문제의 더 정교한 증명을 제시하였다.

오일러 공식의 도식화

오일러는 지수함수와 로그함수를 해석적으로 정의하였다. 그는 로그함수를 멱급수 꼴로 표현하는 방법을 발견하였고, 음수와 복소수 영역으로 로그함수의 정의역을 확장시켰다. 또한 지수함수의 정의역도 복소수까지 넓혔으며, 삼각함수와 지수함수의 관계를 나타내는 오일러 공식을 발견하였다. 다음의 오일러 공식은 실수 {\displaystyle \varphi }에 대해 허수지수 {\displaystyle i\varphi }를 다음과 같이 정의한다.
{\displaystyle e^{i\varphi }=\cos \varphi +i\sin \varphi .}
{\displaystyle \varphi =\pi }일 때는 다음의 오일러 항등식을 얻을 수 있으며, 오일러 항등식은 기본 연산인 덧셈, 곱셈, 지수와 수학에서 중요한 상수인 0, 1, {\displaystyle e}, {\displaystyle i}, {\displaystyle \pi }가 한 번씩 들어간다는 점에서 '세상에서 가장 아름다운 공식'이라고 불린다.
{\displaystyle e^{i\pi }+1=0}
이 외에도 오일러는 감마함수를 도입하여 초월함수를 정교화하였고, 사차방정식의 새로운 풀이법을 제시하였다. 그는 복소수 극한의 적분을 계산하는 방법을 발견하였고, 이는 복소해석학으로 발전하였다. 또 오일러는 미적분학의 한 분야인 변분법을 창시하였으며, 오일러-라그랑주 방정식으로 잘 알려져 있다.
오일러는 정수론 분야의 문제를 해석적으로 접근하였는데, 이로써 수학의 서로 다른 분야였던 해석학과 정수론을 합친 해석적 수론이 탄생하였다. 오일러는 초기하함수, 쌍곡선 함수에 대한 이론 및 연분수에 대한 해석적 이론을 만들었다. 그는 조화급수가 발산함을 이용하여 소수의 무한성을 증명하였으며, 소수의 분포에 대해 알아내기 위해 해석적인 방법을 사용하였다. 오일러의 업적은 이후 소수 정리로 발전하였다.

### 정수론
오일러는 상트페테르부르크 학술원의 동료였던 크리스티안 골드바흐에게 영향을 받아 정수론에 흥미를 가졌다. 정수론에서 오일러의 많은 초기 업적들은 피에르 드 페르마가 한 일에 기반을 두었으며, 오일러는 페르마의 몇 가지 아이디어들을 발전시키거나 반증하였다.
오일러는 소수의 분포에 대해 해석적으로 접근하였으며, 소수의 역수의 합의 발산성을 증명하였다. 이로써 그는 리만 제타 함수와 소수의 관계를 발견하였고, 이는 리만 제타 함수에서의 오일러 곱으로 알려져 있다.
오일러는 뉴턴 항등식, 페르마 소정리, 페르마 두 제곱수 정리를 증명하였고, 라그랑주 네 제곱수 정리를 증명하는 데에 기여하였다. 또 양의 정수 n에 대해 n과 서로소인 1부터 n까지의 정수의 개수를 나타내는 오일러 피 함수 φ(n)를 만들었다. 그는 이 함수를 사용하여, 페르마 소정리를 일반화한 오일러의 정리를 증명하였다. 오일러는 완전수에 대해서도 연구하였는데, 짝수 완전수와 메르센 소수가 일대일 대응 관계에 있음을 증명하였다. 그리고 오일러는 이차 상호 법칙을 추측하였으며, 이 법칙은 이후 카를 프리드리히 가우스가 증명하였다. 1772년에 오일러는 231 − 1 = 2,147,483,647이 메르센 소수임을 증명하였고, 이는 1867년까지 알려진 가장 큰 소수로 남아있었다.

### 그래프 이론

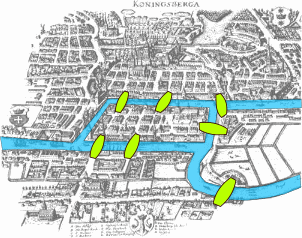
오일러 시절 쾨니히스베르크의 지도. 프레겔 강과 일곱 개의 다리는 색으로 구분하였다.

1735년에 오일러는 쾨니히스베르크의 다리 문제로 알려진 다음의 문제를 해결하였다. 프로이센의 쾨니히스베르크에는 프레겔 강이 흐르는데, 이 강에는 두 개의 큰 섬과 각 섬을 연결하는 총 7개의 다리가 있었다. 이때 7개의 다리들을 한 번씩만 건너면서 처음 시작한 위치로 돌아오는 길이 존재하는가가 문제였고, 오일러는 그러한 길이 존재하지 않음을 증명하였다. 이 문제는 평면 그래프에서의 한붓그리기 문제로, 그래프 이론의 시초로 여겨진다.
오일러는 또한 1752년에 오일러의 다면체 정리로 불리는 식 {\displaystyle V-E+F=2}를 발견하였다. {\displaystyle V}는 다면체의 꼭짓점 개수, {\displaystyle E}는 다면체의 모서리 개수, {\displaystyle F}는 다면체의 면의 개수이며, 상수는 3차원에서의 오일러 지표로 곡면 종수와 관련된 값이다. 이 식은 이후 오귀스탱 루이 코시와 시몽 앙투안 장 륄리에에 의해 발전하였으며, 위상수학의 시초로 여겨진다.

### 응용 수학
오일러는 실제 세계에서의 문제를 분석적으로 해결하는 것과, 베르누이 수, 푸리에 급수, 오일러 수, 자연로그의 밑, 원주율, 연분수와 적분 등을 응용하는 데에 기여하였다. 그는 물리 문제에 미분을 쉽게 적용하도록 발전시켰고, 오일러 근사으로 알려진 적분의 수치근사를 개선하는 데에 크게 기여하였다. 잘 알려진 오일러 근사로는 오일러 방법과 오일러-매클로린 공식이 있다. 오일러는 또한 오일러-마스케로니 상수를 도입하여 미분방정식의 사용을 용이하게 하였다.
오일러는 수학적 아이디어를 음악에 응용하는 것에도 관심을 가졌는데 1739년에 음악 이론이 수학의 한 분야로 통합되기를 바라면서 《Tentamen novae theoriae musicae》를 저술하였다. 그러나 그의 말은 음악가에게는 너무 수학적이라는 이유로 수학자에게는 너무 음악적이라는 이유로 폭넓은 관심을 받지는 못하였다.

## 같이 보기
- 오일러의 정리
- 다니엘 베르누이
- 오일러의 곱셈 공식 (소수와 오일러-리만제타함수)
- 오일러 좌굴 하중
- 오일러의 거듭제곱의 합 추측

### 내용주
1. ↑  이 문장은 가우스가 1849년 9월 11일 파울 푸스에게 보낸 편지에서 나온 것으로, 원문과 번역은 다음과 같다.

독일어 원문:
„Die besondere Herausgabe der kleinern Eulerschen Abhandlungen ist gewiß etwas höchst verdienstliches, [...] und das Studium aller Eulerschen Arbeiten doch stets die beste durch nichts anderes zu ersetzende Schule für die verschiedenen mathematischen Gebiete bleiben wird.“

번역:
"오일러의 소논문들을 별도로 간행하는 것은 분명히 매우 공로 있는 일이며, 오일러의 모든 저작을 연구하는 일은 여러 수학 분야에 있어서 다른 어떤 것으로도 대체할 수 없는 최고의 학교로서 항상 남게 될 것이다."

### 참조주
1. ↑  Dunham 1999, 17쪽
2. ↑  Leonhard Euler (1739). “Tentamen novae theoriae musicae”.
3. ↑  Debnath, Lokenath (2010). 《The Legacy of Leonhard Euler : A Tricentennial Tribute》 (영어). London: Imperial College Press. vii쪽. ISBN 978-1-84816-525-0.
4. ↑  https://www.cs.purdue.edu/homes/wxg/EulerLect.pdf
5. ↑  “Euler Archive | University of the Pacific Research | Scholarly Commons”. 2020년 8월 15일에 확인함.
6. 1 2 3  Debnath, Lokenath (2009년 4월 15일). “The legacy of Leonhard Euler – a tricentennial tribute”. 《International Journal of Mathematical Education in Science and Technology》 (영어) 40 (3): 353–388. doi:10.1080/00207390802642237. ISSN 0020-739X.
7. ↑  Debnath, Lokenath (2010). 《The Legacy of Leonhard Euler: A Tricentennial Tribute》 (영어). London: Imperial College Press. 370쪽. ISBN 978-1-84816-525-0.
8. ↑  Goldman, Jay R. (1998). 《The Queen of Mathematics: A Historically Motivated Guide to Number Theory》 (영어). A.K. Peters. 24쪽. ISBN 978-1-56881-006-5.
9. ↑  Gautschi 2008, 3쪽.
10. ↑  Calinger, Ronald S. (2015). 《Leonhard Euler: Mathematical Genius in the Enlightenment》. Princeton University Press. 11쪽. ISBN 978-0-691-11927-4.
11. ↑  Calinger, Ronald S. (2015). 《Leonhard Euler: Mathematical Genius in the Enlightenment》. Princeton University Press. 11쪽. ISBN 978-0-691-11927-4.
12. ↑  James, Ioan (2002). 《Remarkable Mathematicians: From Euler to von Neumann》. Cambridge. 2쪽. ISBN 978-0-521-52094-2.
13. 1 2  Calinger 1996, 156쪽 harvnb 오류: 여러 대상 (2×): CITEREFCalinger1996 (도움말)
14. ↑  Calinger, Ronald (1996). “Leonhard Euler: The First St. Petersburg Years (1727–1741)”. 《Historia Mathematica》 23 (2): 121–166. doi:10.1006/hmat.1996.0015. ISSN 0315-0860.
15. ↑  O'Connor, John J.; Robertson, Edmund F. “Nicolaus (II) Bernoulli”. 《MacTutor History of Mathematics archive》. University of St Andrews. 2020년 8월 25일에 확인함.
16. ↑  Calinger 1996, 125쪽 harvnb 오류: 여러 대상 (2×): CITEREFCalinger1996 (도움말)
17. ↑  Calinger 1996, 127쪽 harvnb 오류: 여러 대상 (2×): CITEREFCalinger1996 (도움말)
18. ↑  Calinger 1996, 128-29쪽 harvnb 오류: 여러 대상 (2×): CITEREFCalinger1996 (도움말)
19. ↑  Gekker & Euler 2007, 402쪽
20. ↑  Fuss, Nicolas. “Eulogy of Euler by Fuss”. 2020년 8월 21일에 확인함.
21. ↑  Euler, Leonhard. “Letters to a German Princess on Diverse Subjects of Natural Philosophy”. Internet Archive, Digitzed by Google. 2020년 8월 21일에 확인함.
22. ↑  Dunham 1999, xxiv–xxv쪽
23. ↑  Finkel, B.F. (1897). “Biography – Leonard Euler”. 《The American Mathematical Monthly》 4 (12): 297–302. doi:10.2307/2968971. JSTOR 2968971.
24. ↑  Marquis de Condorcet. “Eulogy of Euler – Condorcet”. 2006년 9월 16일에 원본 문서에서 보존된 문서. 2006년 8월 30일에 확인함.
25. ↑  Calinger 2016, 530–536쪽.
26. ↑  Dunham 1999, 17쪽
27. ↑  Boyer, Carl B.; Merzbach, Uta C. (1991). 《A History of Mathematics》. John Wiley & Sons. 439–45쪽. ISBN 978-0-471-54397-8.
28. ↑  Wolfram, Stephen. “Mathematical Notation: Past and Future”. 2020년 8월 25일에 확인함.
29. ↑  Wanner, Gerhard; Hairer, Ernst (2005). 《Analysis by its history》 1판. Springer. 63쪽.
30. ↑  Boyer, Carl B.; Merzbach, Uta C. (1991). 《A History of Mathematics》. John Wiley & Sons. 439–45쪽. ISBN 978-0-471-54397-8.
31. ↑  Feynman, Richard (1970). 〈Chapter 22: Algebra〉. 《The Feynman Lectures on Physics》 I. 10쪽.
32. ↑  Dunham 1999, Ch. 3, Ch. 4
33. ↑  존 더비셔, 박병철 역 (2006년 10월 10일). 《리만 가설》. 승산. 154쪽.
34. ↑  Dunham 1999, Ch. 1, Ch. 4
35. ↑  Caldwell, Chris. The largest known prime by year
36. ↑  Alexanderson, Gerald (July 2006). “Euler and Königsberg's bridges: a historical view”. 《Bulletin of the American Mathematical Society》 43 (4): 567. doi:10.1090/S0273-0979-06-01130-X.
37. ↑  Cromwell, Peter R. (1999). 《Polyhedra》. Cambridge University Press. 189–90쪽. ISBN 978-0-521-66405-9.
38. ↑  Gibbons, Alan (1985). 《Algorithmic Graph Theory》. Cambridge University Press. 72쪽. ISBN 978-0-521-28881-1.
39. ↑  Cauchy, A.L. (1813). “Recherche sur les polyèdres – premier mémoire”. 《Journal de l'École Polytechnique》. 9 (Cahier 16): 66–86.
40. ↑  L'Huillier, S.-A.-J. (1861). “Mémoire sur la polyèdrométrie”. 《Annales de Mathématiques》 3: 169–89.
41. ↑  Calinger 1996, 144–45쪽 harvnb 오류: 여러 대상 (2×): CITEREFCalinger1996 (도움말)

## 참고 문헌
- Calinger, Ronald (1996). “Leonhard Euler: The First St. Petersburg Years (1727–1741)”. 《Historia Mathematica》 23 (2): 121–66. doi:10.1006/hmat.1996.0015.
- Dunham, William (1999). 《Euler: The Master of Us All》. Mathematical Association of America. ISBN 978-0-88385-328-3.
- Gekker, I. R.; Euler, A. A. (2007). 〈Leonhard Euler's family and descendants〉.   Bogolyubov, Nikolaĭ Nikolaevich; Mikhaĭlov, G. K.; Yushkevich, Adolph Pavlovich. 《Euler and Modern Science》. 번역 Robert Burns. Mathematical Association of America. ISBN 978-0-88385-564-5.